# Hearts2Hearts
Hearts2Hearts (tiếng Hàn: 하츠투하츠; Romaja: HacheutuHacheu) là một nhóm nhạc nữ Hàn Quốc do SM Entertainment thành lập và quản lý từ năm 2025, bao gồm tám thành viên Carmen, Jiwoo, Yuha, Stella, Juun, A-na, Ian và Ye-on. Nhóm ra mắt vào ngày 24 tháng 2 năm 2025 với album đĩa đơn The Chase và bài hát cùng tên.

## Tên gọi
Theo SM Entertainment, tên gọi Hearts2Hearts thể hiện mong muốn kết nối với người hâm mộ toàn cầu thông qua một thế giới âm nhạc bí ẩn, chất chứa nhiều cảm xúc và những thông điệp chân thành, với mục tiêu cùng nhau tiến bước để trở thành một phiên bản “chúng ta” tốt đẹp hơn.

## Lịch sử

### 2023–2025: Hình thành
Tin tức đầu tiên về một nhóm nhạc mới từ SM Entertainment xuất hiện vào tháng 2 năm 2023, khi công ty công bố chiến lượng kinh doanh mới SM 3.0 của mình. Cụ thể, CEO Lee Sung-soo và COO Tak Young-jun cho biết SM sẽ cho ra mắt bốn dự án mới trong năm 2023: một nhóm nhỏ mới hoạt động ở Tokyo của NCT (sau đó trở thành NCT Wish), một nhóm nhạc nam mới (sau đó trở thành Riize), và một nghệ sĩ solo ảo (sau đó trở thành Naevis), cũng như một nhóm nhạc nữ mới. Các kế hoạch này được nhắc lại vào tháng 5 khi công ty chia sẻ một video YouTube, trong đó CEO Jang Cheol-hyuk công bố kế hoạch năm 2023 của công ty và xác nhận việc ra mắt một nhóm nhạc nữ mới vào quý 4 của năm.
Tuy nhiên, sau đó SM đã thông báo hoãn ra mắt nhóm nhiều lần, mà lần đầu tiên là đến nửa đầu năm 2024 thông qua một bản báo cáo doanh thu của công ty được phát hành vào tháng 8 năm 2023. Tháng 5 năm 2024, việc ra mắt nhóm tiếp tục bị hoãn lại đến quý 4 của năm. Tháng 11 năm 2024, SM cập nhật kế hoạch ra mắt nhóm lần cuối cùng, theo đó ngày ra mắt của nhóm được lùi lại đến quý 1 năm 2025.
Ngày 12 tháng 1 năm 2025, ở cuối buổi hòa nhạc SM Town Live 2025 được tổ chức tại Gocheok Sky Dome để kỷ niệm 30 năm thành lập công ty, một đoạn trailer được trình chiếu bất ngờ đã tiết lộ tên gọi và số lượng thành viên của nhóm, mặc dù tên các thành viên chưa được công bố. Đoạn trailer cũng cho biết nhóm sẽ ra mẳt công chúng vào tháng 2 năm 2025. Một ngày sau, các phương tiện truyền thông Hàn Quốc, bao gồm Maeil Business Newspaper và The Korea Economic Daily, đưa tin rằng Hearts2Hearts sẽ ra mắt công chúng vào ngày 24 tháng 2 thông qua các hoạt động quảng bá bắt đầu từ cuối tháng 1.
Việc SM công bố sự ra mẳt của nhóm đã ảnh hưởng tích cực đến cổ phiếu của công ty trên sàn giao dịch Korea Exchange. Một ngày sau đó, giá cổ phiếu của công ty tăng 4,5% so với ngày hôm trước, và tiếp tục tăng thêm 6,94% vào ngày tiếp theo.
Hearts2Hearts là nhóm nhạc nữ tiếp theo của SM kể từ khi Aespa ra mắt công chúng vào năm 2020, cũng như nhóm nhạc nữ đầu tiên của công ty kể từ khi nhà sáng lập và chỉ đạo sản xuất Lee Soo-man rời đi vào năm 2023. Với tám thành viên, đây cũng là nhóm nhạc nữ có nhiều thành viên nhất của SM kể từ khi Girls' Generation ra mắt công chúng vào năm 2007 với chín thành viên. Nhà phê bình văn hóa đại chúng Ha Jae-geun nhận định rằng nhóm sẽ là một "bài kiểm tra" đối với chiến lược sản xuất SM 3.0 được khởi đầu sau sự ra đi của Lee Soo-man.

### 2025–nay: Giới thiệu và ra mắt
Ngày 31 tháng 1 năm 2025, tài khoản Instagram của Hearts2Hearts được công khai và đăng tải một số hình ảnh về các thành viên. Ngày 3 tháng 2, thông tin về tất cả các thành viên của nhóm được tiết lộ thông qua một đoạn trailer có tên gọi "Chase Your Choice" được đăng tải lên kênh YouTube chính thức của SM. Tải khoản của nhóm trên các mạng xã hội khác cũng được công khai. Trong cùng ngày, nhóm được công bố là sẽ phát hành sản phẩm âm nhạc đầu tay, một album đĩa đơn có tựa đề The Chase, vào ngày 24 tháng 12. The Chase bao gồm hai bài hát: đĩa đơn cùng tên và bài hát B-side "Butterflies". Ngày 4 tháng 2, kế hoạch quảng bá cho album đĩa đơn được công bố, theo đó nhóm sẽ tổ chức một showcase ra mắt tại the Yes24 Music Hall ở Seoul vào ngày album được phát hành.

## Thành viên
- Chú thích: in đậm là trưởng nhóm.

| Nghệ danh | Nghệ danh | Tên khai sinh        | Tên khai sinh        | Tên khai sinh      | Tên khai sinh                   | Ngày sinh         | MBTI | Vị trí, vai trò             | Nơi sinh            | Quốc tịch         |
| Latinh    | Hangul    | Latinh               | Hangul               | Hanja              | Hán-Việt                        | Ngày sinh         | MBTI | Vị trí, vai trò             | Nơi sinh            | Quốc tịch         |
| Carmen    | 카르멘    | Nyoman Ayu Carmenita | 뇨만 아유 카르메니타 | 尼欧曼阿尤卡门尼塔 | Ni Âu Mạn A Vưu Tạp Môn Ni Tháp | 28 tháng 3, 2006  | ESFP | Vocalist                    | Denpasar, Indonesia | Indonesia         |
| Jiwoo     | 지우      | Choi Ji-woo          | 최지우               | 崔志宇             | Thôi Chí Vũ                     | 7 tháng 9, 2006   | ISTJ | Leader, Lead Dancer, Visual | Seoul, Hàn Quốc     | Hàn Quốc          |
| Yuha      | 유하      | Yoo Ha-ram           | 유하람               | 柳河覽             | Liễu Hà Lãm                     | 12 tháng 4, 2007  | INTJ | Main Vocalist, Dancer       | Wonju, Hàn Quốc     | Hàn Quốc          |
| Stella    | 스텔라    | Stella Kim           | 스텔라 김            | 金多泫             | Kim Đa Huyên                    | 18 tháng 6, 2007  | ENTP | Vocalist                    | Vancouver, Canada   | Hàn Quốc · Canada |
| Stella    | 스텔라    | Kim Da-hyun          | 김다현               | 金多泫             | Kim Đa Huyên                    | 18 tháng 6, 2007  | ENTP | Vocalist                    | Vancouver, Canada   | Hàn Quốc · Canada |
| Juun      | 주은      | Kim Ju-eun           | 김주은               | 金主恩             | Kim Chủ Ân                      | 3 tháng 12, 2008  | ISFP | Main Dancer, Rapper         | Incheon, Hàn Quốc   | Hàn Quốc          |
| A-na      | 에이나    | Roh Yu-na            | 노유나               | 盧惟娜             | Lư Duy Na                       | 20 tháng 12, 2008 | INFJ | Vocalist, Visual            | Suwon, Hàn Quốc     | Hàn Quốc          |
| Ian       | 이안      | Jeong Lee-an         | 정이안               | 鄭以安             | Trịnh Dĩ An                     | 9 tháng 10, 2009  | ENFP | Center, Visual              | Seoul, Hàn Quốc     | Hàn Quốc          |
| Ye-on     | 예온      | Kim Na-yeon          | 김나연               | 金奈延             | Kim Nại Duyên                   | 19 tháng 4, 2010  | ISTJ | Vocalist, Maknae            | Yangsan, Hàn Quốc   | Hàn Quốc          |

## Danh sách đĩa nhạc

### Album đĩa đơn
| Tên       | Chi tiết                                                                                   | Thứ hạng cao nhất | Doanh số       | Chứng nhận       |
| Tên       | Chi tiết                                                                                   | KOR               | Doanh số       | Chứng nhận       |
| --------- | ------------------------------------------------------------------------------------------ | ----------------- | -------------- | ---------------- |
| The Chase | - Phát hành: 24 tháng 2 năm 2025 - Hãng đĩa: SM - Định dạng: CD, tải nhạc, phát trực tuyến | 3                 | - KOR: 420,032 | - KMCA: Bạch kim |

### Đĩa đơn
| Tên         | Năm  | Thứ hạng cao nhất | Thứ hạng cao nhất | Album                         |
| Tên         | Năm  | KOR               | US World          | Album                         |
| ----------- | ---- | ----------------- | ----------------- | ----------------------------- |
| "The Chase" | 2025 | 21                | 9                 | The Chase                     |
| "Style"     | 2025 | —                 | —                 | Đĩa đơn không nằm trong album |

## Chương trình âm nhạc

### The Show
| Năm  | Ngày       | Bài hát     | Điểm |
| ---- | ---------- | ----------- | ---- |
| 2025 | 11 tháng 3 | "The Chase" | 8500 |